# Haploniscus angustus
Haploniscus angustus is een pissebed uit de familie Haploniscidae. De wetenschappelijke naam van de soort is voor het eerst geldig gepubliceerd in 1985 door Lincoln.